# Sinoamaurobius
Genre
Sinoamaurobius est un genre d'araignées aranéomorphes de la famille des Amaurobiidae.

## Distribution
Les espèces de ce genre sont endémiques de Chine.

## Liste des espèces
Selon World Spider Catalog (version 26, 22/07/2025) :
- Sinoamaurobius baima Kong, Zhang & Wang, 2025
- Sinoamaurobius chengkou Kong, Zhang & Wang, 2025
- Sinoamaurobius guangwushanensis (Wang, Irfan, Zhou & Zhang, 2023)
- Sinoamaurobius songi (L. Zhang, Wang & Z. S. Zhang, 2018)
- Sinoamaurobius spinatus (L. Zhang, Wang & Z. S. Zhang, 2018)
- Sinoamaurobius wulongdongensis (Wang, Irfan, Zhou & Zhang, 2023)
- Sinoamaurobius yintiaoling Kong, Zhang & Wang, 2025

## Systématique et taxinomie
Ce genre a été décrit par Kong, Zhang et Wang en 2025.

## Publication originale
- Kong, Mu, Zhu, Lu, Zhang & Wang, 2025 : « Review of the spider genus Amaurobius (Araneae, Amaurobiidae) from China, with description of a new genus. » ZooKeys, vol. 1245, p. 269-287 (texte intégral).